# NGC 2146A
NGC 2146A is een balkspiraalstelsel in het sterrenbeeld Giraffe. Het sterrenstelsel bevindt zich in de buurt van NGC 2146.

## Synoniemen
- UGC 3439
- IRAS06155+7833
- MCG 13-5-25
- KUG 0615+785
- ZWG 348.19
- KCPG 110B
- PGC 18960